# Stade Marie-Marvingt
El Stade Marie-Marvingt anteriormente llamado MMArena, es un estadio de fútbol de la ciudad de Le Mans en la región de Pays de la Loire, Francia. Fue inaugurado en enero de 2011 y sustituyó al Stade Léon-Bollée como sede del club Le Mans F. C., el estadio posee una capacidad aproximada para 25 000 personas y se encuentra dentro del Circuito de la Sarthe, sede de las famosas 24 Horas de Le Mans.
El MMArena es el primer estadio francés, cuyos derechos de nombre fueron vendidos a un patrocinador. La compañía de seguros Mutuelles du Mans Assurances canceló una suma global de 3 millones de euros, para hacerse con el nombre del recinto por un periodo de diez años. El 27 de julio de 2022, el estadio tomó el nombre de Marie Marvingt, pionera del deporte femenino francés. Se convierte en el primer recinto deportivo francés con más de 20.000 asientos que tiene un nombre femenino.
El 5 de junio de 2012, el estadio fue sede del juego de la Selección de fútbol de Francia en que derrotaron a Estonia por 4-0, con anotaciones de Franck Ribéry en dos ocasiones, Karim Benzema y Jérémy Ménez, en partido amistoso preparatorio para la Eurocopa 2012.